# Florence (Alabama)
Florence is een plaats (city) in de Amerikaanse staat Alabama, en valt bestuurlijk gezien onder Lauderdale County.

## Demografie
Bij de volkstelling in 2000 werd het aantal inwoners vastgesteld op 36.264.
In 2006 is het aantal inwoners door het United States Census Bureau geschat op 36.721, een stijging van 457 (1,3%).

## Geografie
Volgens het United States Census Bureau beslaat de plaats een oppervlakte van
64,8 km², waarvan 64,6 km² land en 0,2 km² water. Florence ligt op ongeveer 186 m boven zeeniveau.

## Plaatsen in de nabije omgeving
De onderstaande figuur toont nabijgelegen plaatsen in een straal van 16 km rond Florence.

## Geboren
- W.C. Handy (1873-1958), bluesmusicus
- Sam Phillips (1923-2003), platenbaas, oprichter van het Sun-label